# Falcatoflabellum
Genre
Falcatoflabellum est un genre de coraux durs de la famille des Flabellidae.

## Liste d'espèces
Selon World Register of Marine Species (3 juillet 2015) et ITIS (3 juillet 2015), le genre Falcatoflabellum comprend l'espèce suivante :
- Falcatoflabellum raoulensis Cairns, 1995